# أرلين فيليبس
أرلين فيليبس (بالإنجليزية: Arlene Phillips)‏ هي مصممة رقص بريطانية، ولدت في 22 مايو 1943 في برستويتش ‏ في المملكة المتحدة.

## وصلات خارجية
- أرلين فيليبس على موقع IMDb (الإنجليزية)
- أرلين فيليبس على موقع ميوزك برينز (الإنجليزية)
- أرلين فيليبس على موقع قاعدة بيانات برودواي على الإنترنت (الإنجليزية)
- أرلين فيليبس على موقع قاعدة بيانات الفيلم (الإنجليزية)